# Garzigliana
Garzigliana (piemontesisch Garzijan-a) ist eine Gemeinde in der italienischen Metropolitanstadt Turin (TO), Region Piemont.

## Lage und Einwohner
Der Ort liegt, 43 km (Straße) südwestlich von Turin, am Westrand der Po-Ebene im flachen Unterlauf des Pellice, nahe der Mündung des Chisone. Die Meereshöhe beträgt etwa 350 Meter. Das Gemeindegebiet umfasst eine Fläche von 7 km² und hat 538 Einwohner (Stand 31. Dezember 2023). 
Die Nachbargemeinden sind im Norden die Stadt Pinerolo sowie Osasco und Macello (alle im Val Chisone), Bricherasio (flussaufwärts) und im Süden Cavour.

## Geschichte

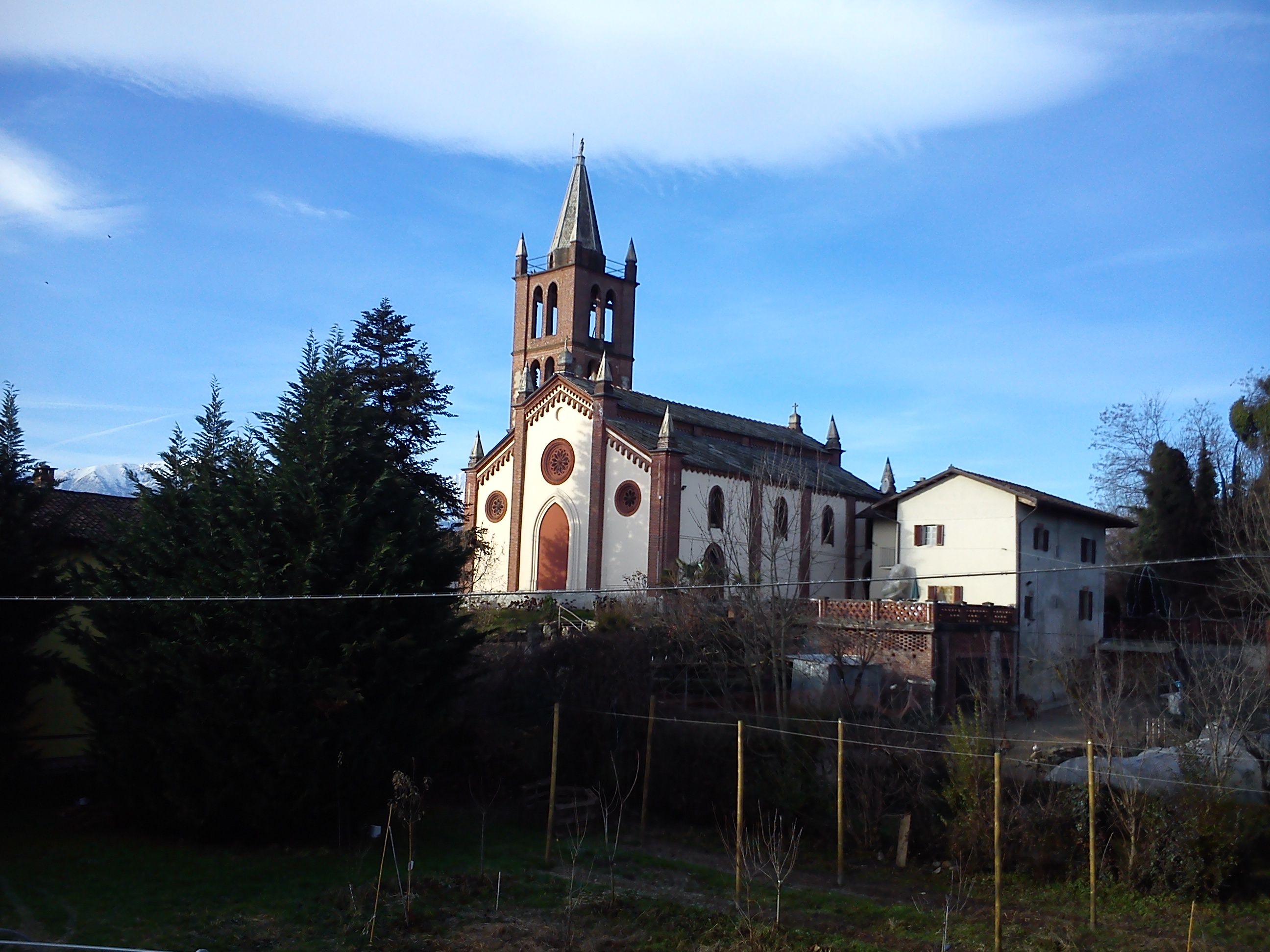
Santuario di Montebruno

Zwischen 1882 und 1935 wurde die Gemeinde mit einer Haltestelle von der Straßenbahn Saluzzo-Pinerolo bedient.